# Rhipicephalus guilhoni
Rhipicephalus guilhoni är en fästingart som beskrevs av Francisque Morel och Vassiliades 1963. Rhipicephalus guilhoni ingår i släktet Rhipicephalus och familjen hårda fästingar. Inga underarter finns listade i Catalogue of Life.